# فريق كرة القدم السباعي في دورة الألعاب البارالمبية الصيفية 2012
أُقيمت بطولة كرة القدم 7 لاعبين في دورة الألعاب البارالمبية الصيفية 2012 في لندن في مركز الهوكي الأولمبي، من 1 أيلول حتى 9 أيلول. تُلعب كرة القدم 7 لاعبين من قبل رياضيين مصابين بالشلل الدماغي، وهي حالة تتميز بضعف في التنسيق العضلي. من المتوقع أن يشارك 96 لاعب كرة قدم للتنافس على مجموعة واحدة من الميداليات.
في هذه الألعاب، تنافس الرجال في بطولة مكوّنة من 8 فرق.بالنسبة لهذه الألعاب، تنافس الرجال في بطولة مكونة من 8 فرق.

## التأهل
| وسائل التأهيل                                     | تاريخ                   | مكان                     | أرصفة | مؤهَل                   |
| ------------------------------------------------- | ----------------------- | ------------------------ | ----- | ---------------------- |
| الدولة المضيفة                                    |                         |                          | 1     | بريطانيا العظمى (GBR)  |
| بطولة أوروبا لكرة القدم CPISRA 2010 (سبعة لاعبين) | 15–28 أغسطس 2010        | غلاسكو ، المملكة المتحدة | 1     | أوكرانيا (UKR)         |
| دورة الألعاب الآسيوية البارالمبية 2010            | 12–19 ديسمبر 2010       | قوانغتشو ، الصين         | 1     | إيران (IRI)            |
| بطولة أمريكا لكرة القدم CPISRA 2010 (سبعة لاعبين) | 17–27 أكتوبر 2010       | بوينس آيرس ، الأرجنتين   | 1     | البرازيل (BRA)         |
| بطولة العالم لكرة القدم السباعية 2011 CPISRA      | 17 يونيو – 1 يوليو 2011 | درينثي ، هولندا          | 4     | روسيا (RUS)            |
| بطولة العالم لكرة القدم السباعية 2011 CPISRA      | 17 يونيو – 1 يوليو 2011 | درينثي ، هولندا          | 4     | هولندا (NED)           |
| بطولة العالم لكرة القدم السباعية 2011 CPISRA      | 17 يونيو – 1 يوليو 2011 | درينثي ، هولندا          | 4     | الأرجنتين (ARG)        |
| بطولة العالم لكرة القدم السباعية 2011 CPISRA      | 17 يونيو – 1 يوليو 2011 | درينثي ، هولندا          | 4     | الولايات المتحدة (USA) |
| المجموع                                           |                         |                          | 8     |                        |

## مرحلة المجموعات

### المجموعة أ
| الترتيب | الفريق          | ل | ف | ت | خ | له | عليه | الفارق | النقاط | التأهل                  |
| ------- | --------------- | - | - | - | - | -- | ---- | ------ | ------ | ----------------------- |
| 1       | روسيا (RUS)     | 3 | 3 | 0 | 0 | 19 | 1    | +18    | 9      | تأهل إلى دور الميداليات |
| 2       | إيران (IRI)     | 3 | 2 | 0 | 1 | 13 | 5    | +8     | 6      |                         |
| 3       | هولندا (NED)    | 3 | 1 | 0 | 2 | 5  | 13   | −8     | 3      | تأهل إلى دور الترتيب    |
| 4       | الأرجنتين (ARG) | 3 | 0 | 0 | 3 | 2  | 20   | −18    | 0      |                         |

| كوليجين |

| ستراتمان |

| فرنانديز رومانو |

| لاريونوف |

| مهري |

| مورانا |

### المجموعة ب
| الترتيب | الفريق                 | ل | ف | ت | خ | له | عليه | الفارق | النقاط | التأهل                  |
| ------- | ---------------------- | - | - | - | - | -- | ---- | ------ | ------ | ----------------------- |
| 1       | أوكرانيا (UKR)         | 3 | 2 | 1 | 0 | 17 | 2    | +15    | 7      | تأهل إلى دور الميداليات |
| 2       | البرازيل (BRA)         | 3 | 2 | 1 | 0 | 12 | 1    | +11    | 7      |                         |
| 3       | بريطانيا العظمى (GBR)  | 3 | 1 | 0 | 2 | 5  | 10   | −5     | 3      | تأهل إلى دور الترتيب    |
| 4       | الولايات المتحدة (USA) | 3 | 0 | 0 | 3 | 0  | 21   | −21    | 0      |                         |

| شكفارلو |

| بريطانيا العظمى | 0–3                                                   | البرازيل |
| --------------- | ----------------------------------------------------- | -------- |
|                 | تقرير نسخة محفوظة 30 مايو 2013 على موقع واي باك مشين. | ألميدا   |

| الولايات المتحدة | 0–8                                                   | البرازيل |
| ---------------- | ----------------------------------------------------- | -------- |
|                  | تقرير نسخة محفوظة 30 مايو 2013 على موقع واي باك مشين. | ألميدا   |

| أنطونيوك |

| دوس سانتوس ريبيرو |

| الولايات المتحدة | 0–4                                                   | بريطانيا العظمى |
| ---------------- | ----------------------------------------------------- | --------------- |
|                  | تقرير نسخة محفوظة 30 مايو 2013 على موقع واي باك مشين. | ريتشموند        |

## مرحلة خروج المغلوب

### جولة التصنيف

#### نصف النهائي من المركز الخامس إلى الثامن
| ستراتمان |

| ديالو |

#### مباراة تحديد المركز السابع والثامن
| رينتيريا |

#### مباراة تحديد المركزين الخامس والسادس
| فيسكر |

### جولة الميدالية

#### نصف النهائي
| لاريونوف |

| دوتسينكو |

#### مباراة الميدالية البرونزية
| البرازيل | 0–5                                                    | إيران      |
| -------- | ------------------------------------------------------ | ---------- |
|          | تقرير نسخة محفوظة 2 نوفمبر 2012 على موقع واي باك مشين. | أتاشرافروز |

#### مباراة الميدالية الذهبية
| رامونوف |

## الحائزون على الميداليات
| الألعاب    | الذهبية | الفضية | البرونزية |
| ---------- | --- | --- | --- |
| Men's team | روسيا · Aleksandr Lekov · Vladislav Raretckii · Aslanbek Sapiev · Alexey Tumakov · Lasha Murvanadze · Aleksei Chesmin · Ivan Potekhin (captain) · Eduard Ramonov · Viacheslav Larionov · Zaurbek Pagaev · Andrei Kuvaev · Aleksandr Kuligin | أوكرانيا · Kostyantyn Symashko · Ihor Kosenko · Vitaliy Trushev · Yevhen Zinoviev · Taras Dutko · Anatolii Shevchyk · Oleksiy Hetun · Volodymyr Antonyuk (captain) · Ivan Shkvarlo · Ivan Dotsenko · Denys Ponomaryov · Oleksandr Devlysh | إيران · Mehran Nikoee Majd · Moslem Khazaeipirsarabi · Ehsan Gholamhosseinpour Bousheh · Morteza Heidari · Bahman Ansari · Hashem Rastegarimobin · Sadegh Hassani Baghi · Farzad Mehri · Jasem Bakhshi · Moslem Akbari (captain) · Rasoul Atashafrouz · Abdolreza Karimizadeh |

## روابط خارجية
- "كرة القدم 7 لاعبين" نسخة محفوظة 8 June 2011 على موقع واي باك مشين. الموقع الرسمي لدورة الألعاب الأولمبية والبارالمبية لندن 2012
- الجمعية الدولية للرياضة والترفيه للمصابين بالشلل الدماغي (CPISRA)

قالب:EventsAt2012SummerParalympicsقالب:Paralympic Games Football 7-a-sideقالب:CP Football Championships